# Élections présidentielles sous la Cinquième République dans la Seine-Saint-Denis
Depuis l'adoption de la Constitution de la Cinquième République française en 1958, dix élections présidentielles ont eu lieu afin d'élire le président de la République, dont neuf concernent le département de la Seine-Saint-Denis qui a été créé en 1968. Cette page présente les résultats de ces élections dans la Seine-Saint-Denis.

## Synthèse des résultats du second tour
La Seine-Saint-Denis vote traditionnellement plus à gauche que la France. Elle a en particulier placé François Mitterrand (61,59 %), Lionel Jospin (51,84 %) et Ségolène Royal (56,54 %) en tête au second tour lors des élections de 1974, 1995 et 2007. En 2012, François Hollande obtient près de 14 points de plus qu'au niveau national. En 2017, Emmanuel Macron obtient plus de 12 points de plus.
| année | Répartition des exprimés | Répartition des exprimés | Participation (% des inscrits) | Blancs ou nuls (% des votants) |

| 2017 | Emmanuel Macron (78,82 %) (France : 66,10 %) | Marine Le Pen (21,18 %) (France : 33,90 %) | 67,51 % (France : 77,77 %) | 1,92 % (France : 2,47 %) |

| 2012 | François Hollande (65,32 %) (France : 51,64 %) | Nicolas Sarkozy (34,68 %) (France : 48,36 %) | 73,46 % (France : 80,35 %) | 1,86 % (France : 5,82 %) |

| 2007 | Nicolas Sarkozy (43,46 %) (France : 53,06 %) | Ségolène Royal (56,54 %) (France : 46,94 %) | 83,02 % (France : 83,97 %) | 1,24 % (France : 4,20 %) |

| 2002 | Jacques Chirac (82,56 %) (France : 82,21 %) | J.-M. Le Pen (17,44 %) (France : 17,79 %) | 64,48 % (France : 79,71 %) | 2,51 % (France : 3,38 %) |

| 1995 | Jacques Chirac (48,16 %) (France : 52,64 %) | Lionel Jospin (51,84 %) (France : 47,36 %) | 72,54 % (France : 78,38 %) | 2,14 % (France : 2,81 %) |

| 1988 | François Mitterrand (60,91 %) (France : 54,02 %) | Jacques Chirac (39,09 %) (France : 45,98 % %) | 77,76 % (France : 81,35 %) | 1,59 % (France : 2,00 %) |

| 1981 | François Mitterrand (62,96 %) (France : 51,76 %) | Valéry Giscard d'Estaing (37,04 %) (France : 48,24 %) | 79,24 % (France : 81,09 %) | 1,9 % (France : 1,62 %) |

| 1974 | Valéry Giscard d'Estaing (38,41 %) (France : 50,81 %) | François Mitterrand (61,59 %) (France : 49,19 %) | 84,57 % (France : 84,23 %) | 0,75 % (France : 0,92 %) |

| 1969 | Georges Pompidou (59,41 %) (France : 58,21 %) | Alain Poher (40,59 %) (France : 41,79 %) | 80,05 % (France : 77,59 %) | 1,01 % (France : 1,29 %) |

|  | ▲ |

## Résultats détaillés par scrutin

### 2017
Le premier tour de l'élection présidentielle de 2017 voit s'affronter onze candidats. Emmanuel Macron arrive en tête devant Marine Le Pen et tous deux se qualifient pour le second tour. Néanmoins, avec François Fillon et Jean-Luc Mélenchon, les scores des quatre candidats ayant recueilli le plus de voix sont serrés (4,43 points entre le 1er et le 4e). Pour la première fois, aucun des candidats des deux partis politiques pourvoyeurs jusque-là des présidents de la Ve République, n'est présent au second tour. Celui-ci se tient le dimanche 7 mai et se solde par la victoire d'Emmanuel Macron, avec un total de 20 753 798 bulletins de vote en sa faveur, soit 66,10 % des suffrages exprimés, face à la candidate du Front national, qui recueille 33,90 %. Le scrutin est néanmoins marqué par une forte abstention et par un record de votes blancs ou nuls.
Dans la Seine-Saint-Denis, Jean-Luc Mélenchon arrive en tête du premier tour avec 34,02 % des exprimés, suivi de Emmanuel Macron (24,04 %), Marine Le Pen (13,59 %), François Fillon (12,76 %) et Benoît Hamon (8,41 %). Au second tour, les électeurs ont voté à 78,82 % pour Emmanuel Macron contre 21,18 % pour Marine Le Pen avec un taux de participation de 67,51 % des inscrits.
|             | LFi         | Jean-Luc Mélenchon    | 184 123 | 34,02 %    |         |            |  |  |
|             | EM          | Emmanuel Macron       | 130 103 | 24,04 %    | 367 823 | 78,82 %    |  |  |
|             | FN          | Marine Le Pen         | 73 534  | 13,59 %    | 98 825  | 21,18 %    |  |  |
|             | LR          | François Fillon       | 69 063  | 12,76 %    |         |            |  |  |
|             | PS          | Benoît Hamon          | 45 506  | 8,41 %     |         |            |  |  |
|             | DlF         | Nicolas Dupont-Aignan | 16 601  | 3,07 %     |         |            |  |  |
|             | UPR         | François Asselineau   | 8 739   | 1,61 %     |         |            |  |  |
|             | NPA         | Philippe Poutou       | 6 050   | 1,12 %     |         |            |  |  |
|             | LO          | Nathalie Arthaud      | 3 235   | 0,6 %      |         |            |  |  |
|             | RES         | Jean Lassalle         | 3 160   | 0,58 %     |         |            |  |  |
|             | SeP         | Jacques Cheminade     | 1 088   | 0,2 %      |         |            |  |  |
|             |             |                       |         |            |         |            |  |  |
|             |             |                       | Nombre  | % inscrits | Nombre  | % inscrits |  |  |
| Inscrits    | Inscrits    | Inscrits              | 766 894 |            | 766 977 |            |  |  |
| Abstentions | Abstentions | Abstentions           | 210 952 | 27,51 %    | 249 213 | 32,49 %    |  |  |
| Votants     | Votants     | Votants               | 555 942 | 72,49 %    | 517 764 | 67,51 %    |  |  |
|             |             |                       |         |            |         |            |  |  |
|             |             |                       |         | % votants  |         | % votants  |  |  |
| Blancs      | Blancs      | Blancs                | 10 148  | 1,32 %     | 38 645  | 5,04 %     |  |  |
| Nuls        | Nuls        | Nuls                  | 4 592   | 0,6 %      | 12 471  | 1,63 %     |  |  |
| Exprimés    | Exprimés    | Exprimés              | 541 202 | 70,57 %    | 466 648 | 60,84 %    |  |  |

### 2012
Hollande, désigné par le PS à la suite d'une primaire ouverte, devance Sarkozy dès le premier tour de l'élection présidentielle de 2012 : c'est la première fois qu'un président sortant est ainsi devancé. Au second tour, Sarkozy est battu mais par un écart plus faible qu'attendu.
Dans la Seine-Saint-Denis, François Hollande arrive en tête du premier tour avec 38,68 % des exprimés, suivi de Nicolas Sarkozy (19,48 %), Jean-Luc Mélenchon (16,99 %), Marine Le Pen (13,55 %) et François Bayrou (6,12 %). Au second tour, les électeurs ont voté à 65,32 % pour François Hollande contre 34,68 % pour Nicolas Sarkozy avec un taux de participation de 76,44 % des inscrits.
|                | PS             | François Hollande     | 206 537 | 38,68 %    | 353 260 | 65,32 %    |  |  |
|                | UMP            | Nicolas Sarkozy       | 104 010 | 19,48 %    | 187 562 | 34,68 %    |  |  |
|                | FG             | Jean-Luc Mélenchon    | 90 710  | 16,99 %    |         |            |  |  |
|                | FN             | Marine Le Pen         | 72 335  | 13,55 %    |         |            |  |  |
|                | MoDem          | François Bayrou       | 32 661  | 6,12 %     |         |            |  |  |
|                | EELV           | Éva Joly              | 11 781  | 2,21 %     |         |            |  |  |
|                | DLF            | Nicolas Dupont-Aignan | 6 978   | 1,31 %     |         |            |  |  |
|                | NPA            | Philippe Poutou       | 4 936   | 0,92 %     |         |            |  |  |
|                | LO             | Nathalie Arthaud      | 2 708   | 0,51 %     |         |            |  |  |
|                | S&P            | Jacques Cheminade     | 1 259   | 0,24 %     |         |            |  |  |
|                |                |                       |         |            |         |            |  |  |
|                |                |                       | Nombre  | % inscrits | Nombre  | % inscrits |  |  |
| Inscrits       | Inscrits       | Inscrits              | 740 536 |            | 740 925 |            |  |  |
| Abstentions    | Abstentions    | Abstentions           | 196 517 | 26,54 %    | 174 541 | 23,56 %    |  |  |
| Votants        | Votants        | Votants               | 544 019 | 73,46 %    | 566 384 | 76,44 %    |  |  |
|                |                |                       |         |            |         |            |  |  |
|                |                |                       |         | % votants  |         | % votants  |  |  |
| Blancs ou nuls | Blancs ou nuls | Blancs ou nuls        | 10 104  | 1,86 %     | 25 562  | 4,51 %     |  |  |
| Exprimés       | Exprimés       | Exprimés              | 533 915 | 98,14 %    | 540 822 | 98,14 %    |  |  |

### 2007
Au premier tour de l'élection présidentielle de 2007, Sarkozy réussit à capter une partie des voix de Le Pen et arrive largement en tête. Royal est la première femme qualifiée pour le second tour d'une élection présidentielle. Elle est battue avec une avance de 6 points.
Dans la Seine-Saint-Denis, Ségolène Royal arrive en tête du premier tour avec 34,13 % des exprimés, suivie de Nicolas Sarkozy (26,85 %), François Bayrou (16,72 %), Jean-Marie Le Pen (9,04 %) et Olivier Besancenot (4,18 %). Au second tour, les électeurs ont voté à 43,46 % pour Nicolas Sarkozy contre 56,54 % pour Ségolène Royal avec un taux de participation de 82,45 % des inscrits.
|                | PS             | Ségolène Royal       | 198 180 | 34,13 %    | 319 205 | 56,54 %    |  |  |
|                | UMP            | Nicolas Sarkozy      | 155 887 | 26,85 %    | 245 337 | 43,46 %    |  |  |
|                | UDF            | François Bayrou      | 97 058  | 16,72 %    |         |            |  |  |
|                | FN             | Jean-Marie Le Pen    | 52 518  | 9,04 %     |         |            |  |  |
|                | LCR            | Olivier Besancenot   | 24 281  | 4,18 %     |         |            |  |  |
|                | GPA            | Marie-George Buffet  | 20 542  | 3,54 %     |         |            |  |  |
|                | Les Verts      | Dominique Voynet     | 7 823   | 1,35 %     |         |            |  |  |
|                | MPF            | Philippe de Villiers | 7 774   | 1,34 %     |         |            |  |  |
|                | SE             | José Bové            | 7 157   | 1,23 %     |         |            |  |  |
|                | LO             | Arlette Laguiller    | 6 489   | 1,12 %     |         |            |  |  |
|                | CPNT           | Frédéric Nihous      | 1 474   | 0,25 %     |         |            |  |  |
|                | CNRSP          | Gérard Schivardi     | 1 460   | 0,25 %     |         |            |  |  |
|                |                |                      |         |            |         |            |  |  |
|                |                |                      | Nombre  | % inscrits | Nombre  | % inscrits |  |  |
| Inscrits       | Inscrits       | Inscrits             | 708 171 |            | 708 163 |            |  |  |
| Abstentions    | Abstentions    | Abstentions          | 120 251 | 16,98 %    | 124 254 | 17,55 %    |  |  |
| Votants        | Votants        | Votants              | 587 920 | 83,02 %    | 583 909 | 82,45 %    |  |  |
|                |                |                      |         |            |         |            |  |  |
|                |                |                      |         | % votants  |         | % votants  |  |  |
| Blancs ou nuls | Blancs ou nuls | Blancs ou nuls       | 7 277   | 1,24 %     | 19 367  | 3,32 %     |  |  |
| Exprimés       | Exprimés       | Exprimés             | 580 643 | 98,76 %    | 564 542 | 96,68 %    |  |  |

### 2002
Après cinq années de cohabitation, un duel est attendu entre Chirac et le Premier ministre Jospin lors de l'élection présidentielle de 2002, mais, à la surprise générale, ce dernier est devancé par Le Pen au premier tour. Au second tour, Chirac bénéficie du ralliement de la gauche et reçoit un score sans précédent. Il s'agit de la première élection pour un mandat de cinq ans et non plus sept.
Dans la Seine-Saint-Denis, Lionel  Jospin arrive en tête du premier tour avec 17,85 % des exprimés, suivi de Jean-Marie  Le Pen (17,74 %), Jacques  Chirac (16,12 %), Jean-Pierre  Chevenement (6,4 %) et Robert  Hue (6,27 %). Au second tour, les électeurs ont voté à 82,56 % pour Jacques  Chirac contre 17,44 % pour Jean-Marie  Le Pen avec un taux de participation de 76,57 % des inscrits.
|                | PS             | Lionel Jospin           | 70 757  | 17,85 %    |         |            |  |  |
|                | FN             | Jean-Marie Le Pen       | 70 326  | 17,74 %    | 80 765  | 17,44 %    |  |  |
|                | RPR            | Jacques Chirac          | 63 920  | 16,12 %    | 382 424 | 82,56 %    |  |  |
|                | MC             | Jean-Pierre Chevènement | 25 383  | 6,4 %      |         |            |  |  |
|                | PC             | Robert Hue              | 24 856  | 6,27 %     |         |            |  |  |
|                | Les Verts      | Noël Mamère             | 24 325  | 6,14 %     |         |            |  |  |
|                | LO             | Arlette Laguiller       | 23 699  | 5,98 %     |         |            |  |  |
|                | PRG            | Christiane Taubira      | 20 790  | 5,24 %     |         |            |  |  |
|                | UDF            | François Bayrou         | 20 734  | 5,23 %     |         |            |  |  |
|                | LCR            | Olivier Besancenot      | 14 965  | 3,77 %     |         |            |  |  |
|                | DL             | Alain Madelin           | 13 988  | 3,53 %     |         |            |  |  |
|                | MNR            | Bruno Mégret            | 9 780   | 2,47 %     |         |            |  |  |
|                | Cap21          | Corinne Lepage          | 5 562   | 1,4 %      |         |            |  |  |
|                | CPNT           | Jean Saint-Josse        | 3 129   | 0,79 %     |         |            |  |  |
|                | FRS            | Christine Boutin        | 2 431   | 0,61 %     |         |            |  |  |
|                | PT             | Daniel Gluckstein       | 1 831   | 0,46 %     |         |            |  |  |
|                |                |                         |         |            |         |            |  |  |
|                |                |                         | Nombre  | % inscrits | Nombre  | % inscrits |  |  |
| Inscrits       | Inscrits       | Inscrits                | 630 730 |            | 630 856 |            |  |  |
| Abstentions    | Abstentions    | Abstentions             | 224 064 | 35,52 %    | 147 800 | 23,43 %    |  |  |
| Votants        | Votants        | Votants                 | 406 666 | 64,48 %    | 483 056 | 76,57 %    |  |  |
|                |                |                         |         |            |         |            |  |  |
|                |                |                         |         | % votants  |         | % votants  |  |  |
| Blancs ou nuls | Blancs ou nuls | Blancs ou nuls          | 10 190  | 2,51 %     | 19 867  | 4,11 %     |  |  |
| Exprimés       | Exprimés       | Exprimés                | 396 476 | 97,49 %    | 463 189 | 95,89 %    |  |  |

### 1995
Après une nouvelle cohabitation et alors que la droite est particulièrement divisée entre Chirac et le Premier ministre Balladur, Jospin réussit à arriver en tête au premier tour de l'élection présidentielle de 1995, malgré la très lourde défaite de la gauche aux législatives de 1993. Au second tour, il est battu par Chirac.
Dans la Seine-Saint-Denis, Lionel Jospin arrive en tête du premier tour avec 23,39 % des exprimés, suivi de Jacques Chirac (19,9 %), Jean-Marie Le Pen (18,78 %), Robert Hue (14,09 %) et Édouard Balladur (11,79 %). Au second tour, les électeurs ont voté à 51,84 % pour Lionel Jospin contre 48,16 % pour Jacques Chirac avec un taux de participation de 74,39 % des inscrits.
|                | PS             | Lionel Jospin        | 113 567 | 23,39 %    | 246 125 | 51,84 %    |  |  |
|                | RPR            | Jacques Chirac       | 96 629  | 19,9 %     | 228 621 | 48,16 %    |  |  |
|                | FN             | Jean-Marie Le Pen    | 91 176  | 18,78 %    |         |            |  |  |
|                | PC             | Robert Hue           | 68 395  | 14,09 %    |         |            |  |  |
|                | RPR            | Édouard Balladur     | 57 258  | 11,79 %    |         |            |  |  |
|                | LO             | Arlette Laguiller    | 28 108  | 5,79 %     |         |            |  |  |
|                | Les Verts      | Dominique Voynet     | 15 314  | 3,15 %     |         |            |  |  |
|                | MPF            | Philippe de Villiers | 13 924  | 2,87 %     |         |            |  |  |
|                | S&P            | Jacques Cheminade    | 1 118   | 0,23 %     |         |            |  |  |
|                |                |                      |         |            |         |            |  |  |
|                |                |                      | Nombre  | % inscrits | Nombre  | % inscrits |  |  |
| Inscrits       | Inscrits       | Inscrits             | 683 919 |            | 683 704 |            |  |  |
| Abstentions    | Abstentions    | Abstentions          | 187 813 | 27,46 %    | 175 070 | 25,61 %    |  |  |
| Votants        | Votants        | Votants              | 496 106 | 72,54 %    | 508 634 | 74,39 %    |  |  |
|                |                |                      |         |            |         |            |  |  |
|                |                |                      |         | % votants  |         | % votants  |  |  |
| Blancs ou nuls | Blancs ou nuls | Blancs ou nuls       | 10 617  | 2,14 %     | 33 888  | 6,66 %     |  |  |
| Exprimés       | Exprimés       | Exprimés             | 485 489 | 97,86 %    | 474 746 | 93,34 %    |  |  |

### 1988
Après deux ans de cohabitation, Mitterrand affronte le Premier ministre Chirac lors de l'élection présidentielle de 1988. Le Pen obtient au premier tour un score jusque-là sans précédent pour un parti d'extrême droite. Au second tour, Mitterrand est facilement réélu.
Dans la Seine-Saint-Denis, François Mitterrand arrive en tête du premier tour avec 32,92 % des exprimés, suivi de Jean-Marie Le Pen (19,81 %), Jacques Chirac (14,61 %), André Lajoinie (13,51 %) et Raymond Barre (11,1 %). Au second tour, les électeurs ont voté à 60,91 % pour François Mitterrand contre 39,09 % pour Jacques Chirac avec un taux de participation de 79,2 % des inscrits.
|                | PS                    | François Mitterrand | 178 928 | 32,92 %    | 327 005 | 60,91 %    |  |  |
|                | FN                    | Jean-Marie Le Pen   | 107 692 | 19,81 %    |         |            |  |  |
|                | RPR                   | Jacques Chirac      | 79 419  | 14,61 %    | 209 825 | 39,09 %    |  |  |
|                | PC                    | André Lajoinie      | 73 425  | 13,51 %    |         |            |  |  |
|                | SE                    | Raymond Barre       | 60 309  | 11,1 %     |         |            |  |  |
|                | Les Verts             | Antoine Waechter    | 17 768  | 3,27 %     |         |            |  |  |
|                | Communiste rénovateur | Pierre Juquin       | 13 880  | 2,55 %     |         |            |  |  |
|                | LO                    | Arlette Laguiller   | 9 846   | 1,81 %     |         |            |  |  |
|                | MPT                   | Pierre Boussel      | 2 284   | 0,42 %     |         |            |  |  |
|                |                       |                     |         |            |         |            |  |  |
|                |                       |                     | Nombre  | % inscrits | Nombre  | % inscrits |  |  |
| Inscrits       | Inscrits              | Inscrits            | 710 366 |            | 710 131 |            |  |  |
| Abstentions    | Abstentions           | Abstentions         | 158 011 | 22,24 %    | 147 683 | 20,8 %     |  |  |
| Votants        | Votants               | Votants             | 552 355 | 77,76 %    | 562 448 | 79,2 %     |  |  |
|                |                       |                     |         |            |         |            |  |  |
|                |                       |                     |         | % votants  |         | % votants  |  |  |
| Blancs ou nuls | Blancs ou nuls        | Blancs ou nuls      | 8 804   | 1,59 %     | 25 618  | 4,55 %     |  |  |
| Exprimés       | Exprimés              | Exprimés            | 543 551 | 98,41 %    | 536 830 | 95,45 %    |  |  |

### 1981
Lors de l'élection présidentielle de 1981, Giscard d'Estaing arrive en tête au premier tour et affronte, comme la fois précédente, Mitterrand. Pour la première fois, un président sortant est battu : Mitterrand devient le premier président de gauche de la Ve République.
Dans la Seine-Saint-Denis, Georges Marchais arrive en tête du premier tour avec 27,28 % des exprimés, suivi de François Mitterrand (24,47 %), Valéry Giscard d'Estaing (19,5 %), Jacques Chirac (15,5 %) et Brice Lalonde (4,44 %). Au second tour, les électeurs ont voté à 61,59 % pour François Mitterrand contre 37,04 % pour Valéry Giscard d'Estaing avec un taux de participation de 82,65 % des inscrits.
|                | PC             | Georges Marchais         | 158 080 | 27,28 %    |         |            |  |  |
|                | PS             | François Mitterrand      | 141 809 | 24,47 %    | 374 217 | 62,96 %    |  |  |
|                | UDF            | Valéry Giscard d'Estaing | 113 043 | 19,5 %     | 220 160 | 37,04 %    |  |  |
|                | RPR            | Jacques Chirac           | 89 823  | 15,5 %     |         |            |  |  |
|                | MEP            | Brice Lalonde            | 25 752  | 4,44 %     |         |            |  |  |
|                | LO             | Arlette Laguiller        | 14 634  | 2,52 %     |         |            |  |  |
|                | MRG            | Michel Crépeau           | 13 985  | 2,41 %     |         |            |  |  |
|                | Divers droite  | Michel Debré             | 7 866   | 1,36 %     |         |            |  |  |
|                | Divers droite  | Marie-France Garaud      | 7 364   | 1,27 %     |         |            |  |  |
|                | PSU            | Huguette Bouchardeau     | 7 209   | 1,24 %     |         |            |  |  |
|                |                |                          |         |            |         |            |  |  |
|                |                |                          | Nombre  | % inscrits | Nombre  | % inscrits |  |  |
| Inscrits       | Inscrits       | Inscrits                 | 745 572 |            | 744 200 |            |  |  |
| Abstentions    | Abstentions    | Abstentions              | 154 787 | 20,76 %    | 129 104 | 17,35 %    |  |  |
| Votants        | Votants        | Votants                  | 590 785 | 79,24 %    | 615 096 | 82,65 %    |  |  |
|                |                |                          |         |            |         |            |  |  |
|                |                |                          |         | % votants  |         | % votants  |  |  |
| Blancs ou nuls | Blancs ou nuls | Blancs ou nuls           | 11 220  | 1,9 %      | 20 719  | 3,37 %     |  |  |
| Exprimés       | Exprimés       | Exprimés                 | 579 565 | 98,1 %     | 594 377 | 96,63 %    |  |  |

### 1974
L'élection présidentielle de 1974 est une élection anticipée à la suite de la mort de Pompidou. Mitterrand, candidat unique de la gauche, est largement en tête au premier tour devant Giscard d'Estaing, qui distance lui-même Chaban-Delmas. Au terme d'une campagne animée, marquée par un débat télévisé tendu, Giscard d'Estaing l'emporte avec une très courte avance.
Dans la Seine-Saint-Denis, François Mitterrand arrive en tête du premier tour avec 54,98 % des exprimés, suivi de Valéry Giscard d'Estaing (24,82 %), Jacques Chaban-Delmas (11,68 %), Jean Royer (2,29 %) et Arlette Laguiller (2,29 %). Au second tour, les électeurs ont voté à 61,59 % pour François Mitterrand contre 38,41 % pour Valéry Giscard d'Estaing avec un taux de participation de 86,46 % des inscrits.
|                | PS             | François Mitterrand      | 291 365 | 54,98 %    | 331 839 | 61,59 %    |  |  |
|                | RI             | Valéry Giscard d'Estaing | 131 525 | 24,82 %    | 206 954 | 38,41 %    |  |  |
|                | UDR            | Jacques Chaban-Delmas    | 61 918  | 11,68 %    |         |            |  |  |
|                | SE             | Jean Royer               | 12 162  | 2,29 %     |         |            |  |  |
|                | LO             | Arlette Laguiller        | 12 131  | 2,29 %     |         |            |  |  |
|                | SE, écologiste | René Dumont              | 8 745   | 1,65 %     |         |            |  |  |
|                | FN             | Jean-Marie Le Pen        | 4 242   | 0,8 %      |         |            |  |  |
|                | MDSF           | Émile Muller             | 3 415   | 0,64 %     |         |            |  |  |
|                | FCR            | Alain Krivine            | 2 269   | 0,43 %     |         |            |  |  |
|                | MFE            | Jean-Claude Sebag        | 1 049   | 0,2 %      |         |            |  |  |
|                | NAR            | Bertrand Renouvin        | 870     | 0,16 %     |         |            |  |  |
|                |                |                          |         |            |         |            |  |  |
|                |                |                          | Nombre  | % inscrits | Nombre  | % inscrits |  |  |
| Inscrits       | Inscrits       | Inscrits                 | 631 397 |            | 631 496 |            |  |  |
| Abstentions    | Abstentions    | Abstentions              | 97 429  | 15,43 %    | 85 483  | 13,54 %    |  |  |
| Votants        | Votants        | Votants                  | 533 968 | 84,57 %    | 546 013 | 86,46 %    |  |  |
|                |                |                          |         |            |         |            |  |  |
|                |                |                          |         | % votants  |         | % votants  |  |  |
| Blancs ou nuls | Blancs ou nuls | Blancs ou nuls           | 4 021   | 0,75 %     | 7 220   | 1,32 %     |  |  |
| Exprimés       | Exprimés       | Exprimés                 | 529 947 | 99,25 %    | 538 793 | 98,68 %    |  |  |

### 1969
L'élection présidentielle de 1969 est une élection anticipée à la suite de la démission de De Gaulle. La gauche se lance désunie dans la course et, bien que Duclos (PCF) manque de le devancer, c'est le président par intérim Poher qui accède au second tour face à l'ex-Premier ministre Pompidou. Alors que Duclos refuse d'appeler à voter au second tour pour « bonnet blanc ou blanc bonnet », Pompidou est finalement largement élu.
Dans la Seine-Saint-Denis, Jacques Duclos arrive en tête du premier tour avec 38,63 % des exprimés, suivi de Georges Pompidou (33,97 %), Alain Poher (17,05 %), Michel Rocard (4,13 %) et Gaston Defferre (3,99 %). Au second tour, les électeurs ont voté à 59,41 % pour Georges Pompidou contre 40,59 % pour Alain Poher avec un taux de participation de 50,32 % des inscrits.
|                | PC             | Jacques Duclos   | 192 512 | 38,63 %    |         |            |  |  |
|                | UDR            | Georges Pompidou | 169 296 | 33,97 %    | 171 383 | 59,41 %    |  |  |
|                | CD             | Alain Poher      | 84 970  | 17,05 %    | 117 073 | 40,59 %    |  |  |
|                | PSU            | Michel Rocard    | 20 578  | 4,13 %     |         |            |  |  |
|                | SFIO           | Gaston Defferre  | 19 875  | 3,99 %     |         |            |  |  |
|                | LC             | Alain Krivine    | 5 679   | 1,14 %     |         |            |  |  |
|                | SE             | Louis Ducatel    | 5 457   | 1,09 %     |         |            |  |  |
|                |                |                  |         |            |         |            |  |  |
|                |                |                  | Nombre  | % inscrits | Nombre  | % inscrits |  |  |
| Inscrits       | Inscrits       | Inscrits         | 628 945 |            | 628 613 |            |  |  |
| Abstentions    | Abstentions    | Abstentions      | 125 483 | 19,95 %    | 312 296 | 49,68 %    |  |  |
| Votants        | Votants        | Votants          | 503 462 | 80,05 %    | 316 317 | 50,32 %    |  |  |
|                |                |                  |         |            |         |            |  |  |
|                |                |                  |         | % votants  |         | % votants  |  |  |
| Blancs ou nuls | Blancs ou nuls | Blancs ou nuls   | 5 095   | 1,01 %     | 27 861  | 8,81 %     |  |  |
| Exprimés       | Exprimés       | Exprimés         | 498 367 | 98,99 %    | 288 456 | 91,19 %    |  |  |